# Xiaoqing He (vattendrag i Kina, lat 39,52, long 116,12)
Xiaoqing He är ett vattendrag i Kina. Det ligger i den nordöstra delen av landet, 50 km sydväst om huvudstaden Peking.